# تايب 59 (دبابة)
تايب 59  (بالإنجليزية: Type 59) هي دبابة قتال رئيسية صينية وبدء استخدمه في عام 1959 ولا زالت تستخدم حتى الآن.

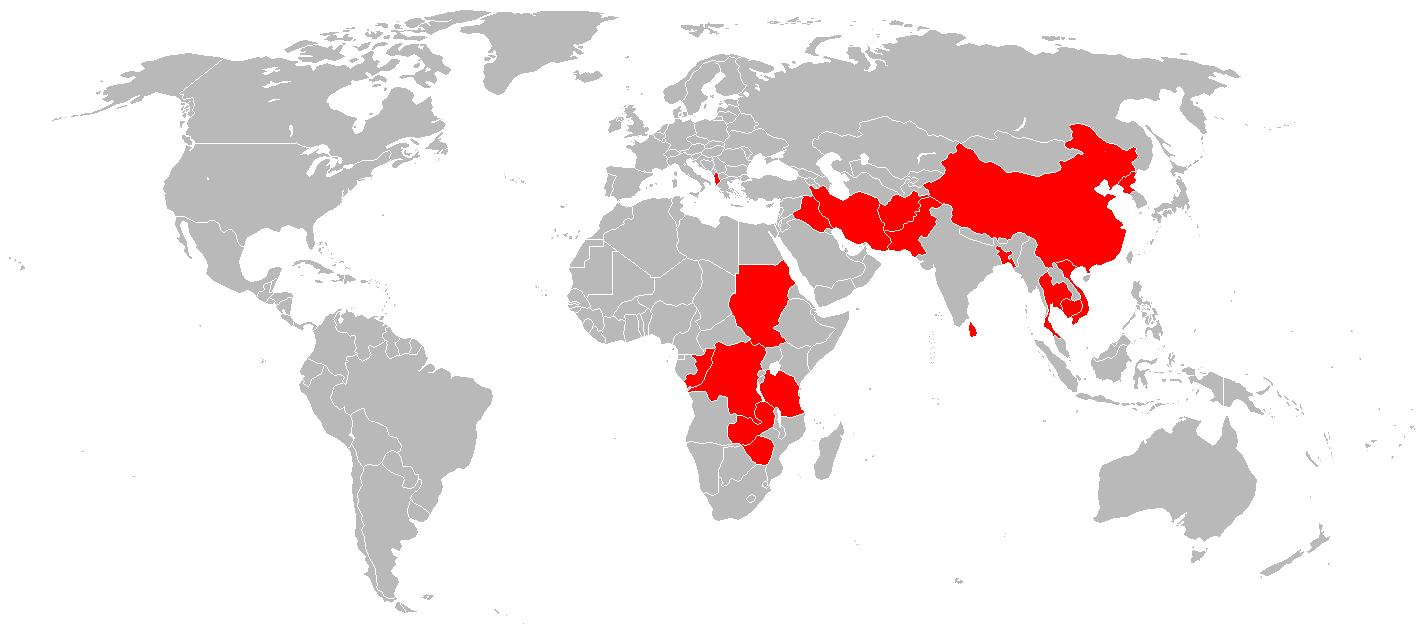
الدول التي تستخدم دبابة تايب 59